# Fußball-Club St. Pauli von 1910 2007-2008
Questa voce raccoglie le informazioni riguardanti il Fußball-Club St. Pauli von 1910 nelle competizioni ufficiali della stagione 2007-2008.

## Stagione
Nella stagione 2007-2008 il St. Pauli, allenato da Holger Stanislawski e André Trulsen, concluse il campionato di 2. Bundesliga al 9º posto. In Coppa di Germania il St. Pauli fu eliminato al secondo turno dal Werder Brema II.

## Rosa
| N. |                     | Ruolo | Calciatore         |
| -- | ------------------- | ----- | ------------------ |
| 1  | Germania (bandiera) | P     | Patrik Borger      |
| 31 | Germania (bandiera) | P     | Benedikt Pliquett  |
| 32 | Germania (bandiera) | P     | Timo Reus          |
| 22 | Germania (bandiera) | D     | Andreas Biermann   |
| 14 | Germania (bandiera) | D     | Marcel Eger        |
| 11 | Germania (bandiera) | D     | Ralph Gunesch      |
| 27 | Germania (bandiera) | D     | Jan-Philipp Kalla  |
| 2  | Germania (bandiera) | D     | Florian Lechner    |
| 4  | Germania (bandiera) | D     | Fabio Morena       |
| 19 | Germania (bandiera) | D     | Tim Petersen       |
| 24 | Germania (bandiera) | D     | Carsten Rothenbach |
| 15 | Senegal (bandiera)  | D     | Abdou Sall         |
| 3  | Ucraina (bandiera)  | D     | Pavlo Yanchuk      |
| 17 | Germania (bandiera) | C     | Fabian Boll        |

| N. |                      | Ruolo | Calciatore         |
| -- | -------------------- | ----- | ------------------ |
| 20 | Canada (bandiera)    | C     | Jonathan Bourgault |
| 5  | Germania (bandiera)  | C     | Björn Brunnemann   |
| 8  | Germania (bandiera)  | C     | Florian Bruns      |
| 18 | Germania (bandiera)  | C     | Alexander Ludwig   |
| 10 | Germania (bandiera)  | C     | Thomas Meggle      |
| 12 | Germania (bandiera)  | C     | Timo Schultz       |
| 13 | Ghana (bandiera)     | C     | Charles Takyi      |
| 6  | Rep. Ceca (bandiera) | C     | Filip Trojan       |
| 7  | Germania (bandiera)  | A     | Marvin Braun       |
| 23 | Turchia (bandiera)   | A     | Ahmet Kuru         |
| 16 | Germania (bandiera)  | A     | Roman Prokoph      |
| 26 | Francia (bandiera)   | A     | Morike Sako        |
| 9  | Germania (bandiera)  | A     | René Schnitzler    |
| 28 | Turchia (bandiera)   | A     | Ömer Şişmanoğlu    |

## Organigramma societario
Area tecnica
- Allenatore: Holger Stanislawski, André Trulsen
- Allenatore in seconda:
- Preparatore dei portieri: Klaus-Peter Nemet
- Preparatori atletici: Ronald Wollmann

## Risultati

### 2. Bundesliga

#### Girone di andata
| Arbitro: | Perl |

|  |           |                          |
|  | Marcatori | 65’ Helmes 78’ Novakovič |

| Arbitro: | Schalk |

|  |           |                |
|  | Marcatori | 20’ Schnitzler |

| Arbitro: | Welz |

|            |           |  |
| Trojan 55’ | Marcatori |  |

| Arbitro: | Bandurski |

|                         |           |           |
| Lanig 43’ Reisinger 90’ | Marcatori | 11’ Braun |

| Arbitro: | Christ |

|                              |           |            |
| Ludwig 3’ Braun 34’ Eger 64’ | Marcatori | 22’ Sieger |

| Arbitro: | Henschel |

|                         |           |           |
| Di Salvo 13’ Göktan 28’ | Marcatori | 33’ Braun |

| Arbitro: | Brych |

|  |           |                                  |
|  | Marcatori | 39’ Friend 57’ Rafael 69’ Rösler |

| Arbitro: | Schmidt |

|                                   |           |          |
| Cichon 36’ Hennings 62’ Manno 90’ | Marcatori | 88’ Sako |

| Arbitro: | Walz |

|                           |           |          |
| Braun 7’ Takyi 19’ (rig.) | Marcatori | 51’ Koen |

| Arbitro: | Drees |

|                       |           |  |
| Matmour 9’ Benčík 59’ | Marcatori |  |

| Arbitro: | Zwayer |

|          |           |             |
| Boll 64’ | Marcatori | 14’ Diakité |

| Arbitro: | Schößling |

|                   |           |                  |
| Morena 61’ (aut.) | Marcatori | 39’ (rig.) Takyi |

| Arbitro: | Dingert |

|                        |           |  |
| Joy 17’ Brunnemann 55’ | Marcatori |  |

| Aue 25 novembre 2007, ore 14:00 CET 14ª giornata | Erzgebirge Aue | 0 – 0 referto | St. Pauli | Erzgebirgsstadion (12 500 spett.)\| Arbitro: \| Schriever \| |
| Arbitro:                                         | Schriever      |               |           |                                                              |

| Arbitro: | Lupp |

|                                        |           |                                                              |
| Takyi 13’ (rig.) Trojan 21’ Meggle 48’ | Marcatori | 26’ Simpson 30’ Jendrišek 44’ Broniszewski 69’ Bellinghausen |

| Arbitro: | Weiner |

|                                 |           |                     |
| Reghecampf 51’ (rig.) Kolev 64’ | Marcatori | 15’ Meggle 69’ Kuru |

| Arbitro: | Schmidt |

|          |           |  |
| Eger 20’ | Marcatori |  |

#### Girone di ritorno
| Arbitro: | Steinhaus |

|           |           |            |
| Chihi 84’ | Marcatori | 45’ Meggle |

| Arbitro: | Winkmann |

|                            |           |                              |
| Takyi 12’ (rig.) Bruns 88’ | Marcatori | 54’ Ziegner 68’ (rig.) Šimák |

| Arbitro: | Schalk |

|          |           |            |
| Kuqi 88’ | Marcatori | 53’ Trojan |

| Arbitro: | Stachowiak |

|                |           |           |
| Schnitzler 58’ | Marcatori | 45’ Lanig |

| Arbitro: | Frank |

|                                            |           |                                      |
| Sichone 32’ Türker 71’ Wörle 84’ Sousa 86’ | Marcatori | 31’ Schnitzler 40’ Morena 46’ Trojan |

| Amburgo 10 marzo 2008, ore 20:15 CET 23ª giornata | St. Pauli | 0 – 0 referto | Monaco 1860 | Millerntor-Stadion (21 853 spett.)\| Arbitro: \| Wagner \| |
| Arbitro:                                          | Wagner    |               |             |                                                            |

| Arbitro: | Rafati |

|            |           |  |
| Friend 63’ | Marcatori |  |

| Arbitro: | Wingenbach |

|                                 |           |            |
| Rothenbach 7’ Cichon 80’ (aut.) | Marcatori | 50’ Schuon |

| Arbitro: | Kircher |

|                                    |           |          |
| Löbe 33’, 61’ Koen 66’, 77’ (rig.) | Marcatori | 32’ Kuru |

| Arbitro: | Brych |

|                                                  |           |  |
| Trojan 22’ Schnitzler 40’, 52’ Eger 45’ Kuru 90’ | Marcatori |  |

| Arbitro: | Fischer |

|             |           |                                     |
| Diakité 62’ | Marcatori | 64’ Rothenbach 81’ Boll 90’ Schultz |

| Arbitro: | Gräfe |

|                                 |           |             |
| Ludwig 14’ Eger 54’ Gunesch 90’ | Marcatori | 25’ Jaissle |

| Arbitro: | Winkmann |

|           |           |  |
| Mölzl 69’ | Marcatori |  |

| Arbitro: | Kinhöfer |

|                                                     |           |                       |
| Schultz 13’ Takyi 45’ Schnitzler 55’ Rothenbach 72’ | Marcatori | 9’ Orahovac 35’ Curri |

| Arbitro: | Seemann |

|                     |           |  |
| Müller 21’ Bohl 52’ | Marcatori |  |

| Arbitro: | Steinhaus |

|  |           |                        |
|  | Marcatori | 19’ Lehmann 23’ Németh |

| Arbitro: | Sippel |

|                                           |           |           |
| Borja 10’ Baljak 14’, 27’, 88’ Gunkel 60’ | Marcatori | 86’ Bruns |

### Coppa di Germania
| Arbitro: | Meyer |

|          |           |  |
| Boll 87’ | Marcatori |  |

| Arbitro: | Winkmann |

|                                   |                      |                          |
| Schindler 30’ Harnik 60’          | Marcatori            | 22’ Rothenbach 85’ Kuru  |
| Holsing Erdem Löning Kruse Harnik | Tiri di rigore 4 – 2 | Ludwig Meggle Sako Takyi |

## Statistiche

### Statistiche di squadra
| Competizione      | Punti | In casa | In casa | In casa | In casa | In casa | In casa | In trasferta | In trasferta | In trasferta | In trasferta | In trasferta | In trasferta | Totale | Totale | Totale | Totale | Totale | Totale | DR |
| Competizione      | Punti | G       | V       | N       | P       | Gf      | Gs      | G            | V            | N            | P            | Gf           | Gs           | G      | V      | N      | P      | Gf     | Gs     | DR |
| ----------------- | ----- | ------- | ------- | ------- | ------- | ------- | ------- | ------------ | ------------ | ------------ | ------------ | ------------ | ------------ | ------ | ------ | ------ | ------ | ------ | ------ | -- |
| 2. Bundesliga     | 42    | 17      | 9       | 4       | 4       | 30      | 21      | 17           | 2            | 5            | 10           | 17           | 32           | 34     | 11     | 9      | 14     | 47     | 53     | -6 |
| Coppa di Germania | -     | 1       | 1       | 0       | 0       | 1       | 0       | 1            | 0            | 1            | 0            | 2            | 2            | 2      | 1      | 1      | 0      | 3      | 2      | +1 |
| Totale            | -     | 18      | 10      | 4       | 4       | 31      | 21      | 18           | 2            | 6            | 10           | 19           | 34           | 36     | 12     | 10     | 14     | 50     | 55     | -5 |

### Andamento in campionato
| Giornata  | 1  | 2  | 3 | 4  | 5 | 6 | 7  | 8  | 9  | 10 | 11 | 12 | 13 | 14 | 15 | 16 | 17 | 18 | 19 | 20 | 21 | 22 | 23 | 24 | 25 | 26 | 27 | 28 | 29 | 30 | 31 | 32 | 33 | 34 |
| --------- | -- | -- | - | -- | - | - | -- | -- | -- | -- | -- | -- | -- | -- | -- | -- | -- | -- | -- | -- | -- | -- | -- | -- | -- | -- | -- | -- | -- | -- | -- | -- | -- | -- |
| Luogo     | C  | T  | C | T  | C | T | C  | T  | C  | T  | C  | T  | C  | T  | C  | T  | C  | T  | C  | T  | C  | T  | C  | T  | C  | T  | C  | T  | C  | T  | C  | T  | C  | T  |
| Risultato | P  | V  | V | P  | V | P | P  | P  | V  | P  | N  | N  | V  | N  | P  | N  | V  | N  | N  | N  | N  | P  | N  | P  | V  | P  | V  | V  | V  | P  | V  | P  | P  | P  |
| Posizione | 15 | 10 | 6 | 10 | 4 | 9 | 10 | 12 | 11 | 12 | 11 | 12 | 10 | 10 | 10 | 10 | 9  | 11 | 11 | 11 | 11 | 11 | 12 | 14 | 12 | 13 | 10 | 9  | 8  | 10 | 8  | 8  | 8  | 9  |

Legenda:

Luogo: C = Casa; T = Trasferta. Risultato: V = Vittoria; N = Pareggio; P = Sconfitta.

### Statistiche dei giocatori
| Giocatore         | 2. Bundesliga | 2. Bundesliga | 2. Bundesliga | 2. Bundesliga | Coppa di Germania | Coppa di Germania | Coppa di Germania | Coppa di Germania | Totale   | Totale | Totale      | Totale     |
| Giocatore         | Presenze      | Reti          | Ammonizioni   | Espulsioni    | Presenze          | Reti              | Ammonizioni       | Espulsioni        | Presenze | Reti   | Ammonizioni | Espulsioni |
| ----------------- | ------------- | ------------- | ------------- | ------------- | ----------------- | ----------------- | ----------------- | ----------------- | -------- | ------ | ----------- | ---------- |
| P. Borger         | 26            | 0             | 0             | 0             | 2                 | 0                 | 0                 | 0                 | 28       | 0      | 0           | 0          |
| B. Pliquett       | 8             | 0             | 0             | 0             | -                 | -                 | -                 | -                 | 8        | 0      | 0           | 0          |
| T. Reus           | -             | -             | -             | -             | -                 | -                 | -                 | -                 | -        | -      | -           | -          |
| A. Biermann       | 8             | 0             | 0             | 0             | -                 | -                 | -                 | -                 | 8        | 0      | 0           | 0          |
| M. Eger           | 28            | 4             | 9             | 0             | 2                 | 0                 | 1                 | 0                 | 30       | 4      | 10          | 0          |
| R. Gunesch        | 25            | 1             | 1             | 0             | 1                 | 0                 | 0                 | 0                 | 26       | 1      | 1           | 0          |
| J. Kalla          | 1             | 0             | 0             | 0             | -                 | -                 | -                 | -                 | 1        | 0      | 0           | 0          |
| F. Lechner        | -             | -             | -             | -             | -                 | -                 | -                 | -                 | -        | -      | -           | -          |
| F. Morena         | 31            | 1             | 3             | 0             | 1                 | 0                 | 1                 | 0                 | 32       | 1      | 4           | 0          |
| T. Petersen       | 4             | 0             | 0             | 0             | -                 | -                 | -                 | -                 | 4        | 0      | 0           | 0          |
| C. Rothenbach     | 30            | 3             | 3             | 0             | 2                 | 1                 | 0                 | 0                 | 32       | 4      | 3           | 0          |
| A. Sall           | 2             | 0             | 0             | 0             | -                 | -                 | -                 | -                 | 2        | 0      | 0           | 0          |
| P. Yanchuk        | 1             | 0             | 0             | 0             | -                 | -                 | -                 | -                 | 1        | 0      | 0           | 0          |
| F. Boll           | 30            | 2             | 6             | 1             | 2                 | 1                 | 0                 | 0                 | 32       | 3      | 6           | 1          |
| J. Bourgault      | 4             | 0             | 0             | 0             | -                 | -                 | -                 | -                 | 4        | 0      | 0           | 0          |
| B. Brunnemann     | 17            | 1             | 3             | 1             | 2                 | 0                 | 1                 | 0                 | 19       | 1      | 4           | 1          |
| F. Bruns          | 28            | 2             | 3             | 0             | 1                 | 0                 | 0                 | 0                 | 29       | 2      | 3           | 0          |
| A. Ludwig         | 25            | 2             | 5             | 1             | 1                 | 0                 | 0                 | 0                 | 26       | 2      | 5           | 1          |
| T. Meggle         | 19            | 3             | 5             | 1             | 2                 | 0                 | 0                 | 0                 | 21       | 3      | 5           | 1          |
| T. Schultz        | 28            | 2             | 9             | 0             | 2                 | 0                 | 0                 | 0                 | 30       | 2      | 9           | 0          |
| C. Takyi          | 29            | 5             | 2             | 1             | 2                 | 0                 | 1                 | 0                 | 31       | 5      | 3           | 1          |
| F. Trojan         | 26            | 5             | 5             | 0             | 1                 | 0                 | 0                 | 0                 | 27       | 5      | 5           | 0          |
| M. Braun          | 30            | 4             | 2             | 0             | 1                 | 0                 | 0                 | 0                 | 31       | 4      | 2           | 0          |
| A. Kuru           | 20            | 3             | 0             | 0             | 2                 | 1                 | 0                 | 0                 | 22       | 4      | 0           | 0          |
| R. Prokoph        | -             | -             | -             | -             | -                 | -                 | -                 | -                 | -        | -      | -           | -          |
| M. Sako           | 22            | 1             | 4             | 0             | 1                 | 0                 | 0                 | 0                 | 23       | 1      | 4           | 0          |
| R. Schnitzler     | 21            | 6             | 3             | 0             | 1                 | 0                 | 0                 | 0                 | 22       | 6      | 3           | 0          |
| Ö. Şişmanoğlu     | 1             | 0             | 0             | 0             | -                 | -                 | -                 | -                 | 1        | 0      | 0           | 0          |
| I. Joy            | 9             | 1             | 4             | 0             | 2                 | 0                 | 1                 | 0                 | 11       | 1      | 5           | 0          |
| J. Opoku-Karikari | 1             | 0             | 0             | 0             | -                 | -                 | -                 | -                 | 1        | 0      | 0           | 0          |